# Aeroportul Regional Hobart
Aeroportul Regional Hobart (IATA: HBR, ICAO: KHBR, FAA LID: HBR) este un aeroport din Oklahoma, Statele Unite ale Americii ce deservește zona Hobart⁠(d). A fost numit după zona deservită.
Situat la o altitudine de 477 m, aeroportul dispune de 2 piste.

## Infrastructură

### Piste
Aeroportul dispune de 2 piste. Pista 3/21 are suprafața de asfalt și dimensiunile 2.975 picioare × 60 picioare. Pista 17/35 are suprafața de asfalt și dimensiunile 5.507 picioare × 100 picioare. 